# Wolne Państwo
Wolne Państwo (ang. Free State; afrikaans Vrystaat, wym. [ˈfrɛistɑːt]; sesotho Freistata) – prowincja w Południowej Afryce. Od południowego wschodu graniczy z Lesotho. Do 9 czerwca 1995 r. prowincja nosiła nazwę Wolne Państwo Orania.

## Historia
Prowincja Wolne Państwo Orania powstała w 1910 roku jako część Związku Południowej Afryki, na terenach dotychczasowej brytyjskiej Kolonii Rzeki Oranje (Orange River Colony, powstała po podbiciu Wolnego Państwa Oranii). W 1961 r. prowincja stała się częścią Republiki Południowej Afryki. Obecny kształt prowincji został nadany w 1994 roku po reformie administracyjnej RPA.

## Geografia
Wolne Państwo położone jest na rozległych równinach w sercu Południowej Afryki. Urodzajne ziemie i łagodny klimat pozwoliły na rozkwit rolnictwa. Z 30,000 farm produkujących 70% ziarna w kraju, prowincja jest znana jako spichlerz Południowej Afryki. Prowincja leży na terenie wyżyny, osiągającej średnią wysokość ponad 1000 m n.p.m. Pogórze Gór Smoczych i Maloti wznoszą na wschodzie teren do przeszło 2000 m n.p.m. Wolne Państwo leży w centrum pasma skał Karru, zawierającego łupki, mułowce, piaskowce i bazalt gór Smoczych. Na północy i zachodzie prowincji znajdują się duże złoża mineralne, spośród których największe znaczenie mają złoża złota i diamentów.

## Ważniejsze miasta
- Bethlehem
- Bloemfontein
- Dewetsdorp
- Ficksburg
- Kroonstad
- Sasolburg
- Welkom
- Winburg

## Podział administracyjny
Prowincja Wolne Państwo dzieli się jeden obszar metropolitalny i cztery dystrykty, które z kolei dzielą się na 19 gmin.

Podział prowincji

| - Mangaung - Fezile Dabi - Moqhaka - Ngwathe - Metsimaholo - Mafube | - Thabo Mofutsanyane - Maluti a Phofung - Dihlabeng - Setsoto - Nketoana - Phumelela - Mantsopa | - Xhariep - Kopanong - Letsemeng - Mohokare - Naledi | - Lejweleputswa - Matjhabeng - Nala - Masilonyana - Tswelopele - Tokologo |

## Klimat
Klimat zwrotnikowy kontynentalny suchy. Po wschodniej stronie wilgotniejszy, roczna suma odpadów to 1000 mm i ok. 400 mm na zachodzie. Średnia temperatura w styczniu 22–25 °C, w lipcu ok. 10 °C.

## Demografia
Skład etniczny stanowią przeważnie ludy Bantu. Dla 64,4% ludności językiem ojczystym jest sesotho. Inne używane języki to afrikaans (11,9%), xhosa (9,1%), tswana (6,8%) i zuluski (5,1%).

## Gospodarka
Podstawą gospodarki jest rolnictwo. Uprawiane są głównie zboża takie jak kukurydza, pszenica i owies, drzewa owocowe takie jak śliwy i jabłonie, warzywa oraz tytoń. Hoduje się owce, kozy, konie oraz bydło. Ważną gałęzią przemysłu jest przemysł wydobywczy. Wydobywa się złoto i rudy uranu w rejonie Welkom i Klerksdorp, diamenty, węgiel kamienny w okolicach miasta Sasolburg, oraz bentonit.